# 柴崎竜人
柴崎 竜人（しばざき りゅうと、1976年10月25日 - ）は、日本の小説家、脚本家。旧筆名は志羽竜一。2004年に処女作「シャンペイン・キャデラック」で三田文学新人賞を受賞しデビュー。アミューズ所属。

## 来歴
東京都生まれ。慶應義塾幼稚舎、慶應義塾普通部、慶應義塾高等学校を経て、慶應義塾大学経済学部を卒業後、東京三菱銀行に入行。
2004年に小説「シャンペイン・キャデラック」で、第11回三田文学新人賞を受賞（岡崎竜一名義）。銀行ATM内の様子を描写した独特の文体は選考委員の荻野アンナや武藤康史らの絶賛を受ける。
2007年にDREAMS COME TRUEの楽曲『未来予想図』『未来予想図II』の歌詞の世界観をベースにした映画『未来予想図 〜ア・イ・シ・テ・ルのサイン〜』の原作小説と脚本を担当。
2011年に筆名を柴崎竜人に変更する。
2012年発表の小説「オワ婚」以降、「三軒茶屋星座館」「夏のキグナス」など、刊行された作品はいずれもTSUTAYA 文芸書ランキング第1位を獲得している。

## 人物
- 東京メトロが主催する「ショートストーリーコンテスト」の審査員を担当している。

- 旅行好きで学生時代から海外各地を転々と旅している。『CLASSY.』の「旅の上級者」特集において写真提供を行う。

- 慶應義塾高校時代はアイスホッケー部に所属し、神奈川県代表として国体、インターハイに出場した。ポジションはセンターフォワード。
- 「三軒茶屋星座館」シリーズは発売直後から読者の支持を受け、第一巻は文教堂の文芸ランキングにおいて10週連続第1位、ツタヤの同ランキングにおいて5週連続第1位を記録した。[3]

- 写真家としての活動もあり、展示会は毎回コンセプトを大きく変えて開催している。
  - 2012年に行われた写真展「colors」はブータン王国で撮影され、国王来日の際には作品群がワンチュク国王に献上された。
  - 2013年に行われた写真展「Under the Tree」は侵入型写真展とされた。一人のモデルばかりを追い続けた作品群が、そのモデルの自宅内で展示され、開催中はモデル本人も実際に会場（自宅）内で生活をしていた。人物と写真と会場がメタ構造で表現されたエキシビジョンは厳密には写真展とは呼べず、展示会場自体がひとつの作品となった。

- コンセプトプランナーとして仕事をしていたことがある。化粧品会社の商品企画部で香水のコンセプト制作を行っていた。手がけた香水は現在、世界30カ国以上で販売されている。

- 「世音堂（ぜのんどう）」という小説版大喜利を主宰している。世音堂では以下の3つのルールに基づいて作家たちが即興小説を書いている。
  - 「3枚のお題写真すべてを使って、1つの物語を創作する」
  - 「物語は4000字以内（原稿用紙10枚相当）」
  - 「最後の一行を、タイトルにする」

- 世音堂による小説朗読ライブでは収益を全額、東日本大震災被災地支援団体ならびに点字普及団体に寄付している。これまでの参加者は篠原ともえ、藤谷文子、 狗飼恭子、 木下ほうか 、プラープダー・ユン、中井美穂、一青窈、大平貴之、瀬田なつき、サヘル・ローズらである。

## 作品リスト

### 小説
- 未来予想図 ～ア・イ・シ・テ・ルのサイン～ （2007年、メディアファクトリー）
- アムステルダム・ランチボックス（2008年、メディアファクトリー）
- あした恋するキス講座（2009年、メディアファクトリー）
- あした世界が、（2011年、小学館）
- オワ婚（2012年、幻冬舎）
- 三軒茶屋星座館1 冬のオリオン（2013年、講談社）
- 三軒茶屋星座館2 夏のキグナス（2014年、講談社）
- あなたの明かりが消えること（2014年、小学館）
- 三軒茶屋星座館3 春のカリスト（2016年、講談社）
- 三軒茶屋星座館4 秋のアンドロメダ（2016年、講談社）
- 恋侍 ─中目黒世直し編─（2021年、講談社）

※2010年までに発表された単行本小説はすべて志羽 竜一名義。

### アンソロジー収録作品
「」内が柴崎竜人の作品
- 終電間際オンライン 小説集（2020年12月 KADOKAWA）「月とミントと猫の羽」 - 七月隆文、カツセマサヒコ、西田一紀（夜の本気ダンス）、ニャン、いぬじゅん、春茶によるアンソロジー。

### 単行本未収録
- シャンペイン・キャデラック （2004年『三田文学』春季号）
- ダンシングパイン （2004年『三田文学』夏季号）
- プルタブ29 （2005年『三田文学』夏季号）
- honolulu da go go! （2006年「menstrend」HP）
- k。と地球儀 （2008年『三田文学』秋季号）
- 渋谷区原宿2.2丁目商店街 （2008年 ecLig HP）
- 最後の傘 （2008年ゼクシィHP）
- スプーン一杯分の季節 （2009年アンフィニ日本看護連盟発行会員情報誌）
- あした咲く花 （2009年森永乳業クリープHP）
- これがいちばん欲しかった （2011年「せかいのカラ」世音堂発行冊子）
- 指から、離れた。 （2012年 写真小説展「COLORS」冊子）
- 或いは、月そのものとして （2013年「せかいのカラ」世音堂発行冊子）
- ふたりのニコライ （2015年「東京カレンダー」web連載）
- 誰よりもしゃんと背筋を伸ばして （2016年「世音堂」× 三省堂書店 イベント冊子）
- 歩いて帰ろ （連載 2017年「SUMO」リクルート）

### 映画
- 未来予想図 ～ア・イ・シ・テ・ルのサイン～ （2007年 松竹 　監督：蝶野博　出演：松下奈緒、竹財輝之助、松坂慶子）

### ドラマ
- ハイスクールドライブ （2012年 BeeTV 　監督：瀬田なつき　出演：清水くるみ、堀井新太、松岡茉優、太賀、相楽樹、後藤郁、中山絵梨奈、北村匠海、 他）
- 夜間飛行 （2013年 UULA　 監督：関和亮　出演：渡部豪太、奥田恵梨華、他）
- レンアイカンソク （2013年 UULA　 監督：瀬田なつき　出演：三浦貴大、朝倉あき、水崎綾女、他）
- 恋侍 （2021年 Numa 出演：神木隆之介 、三吉彩花、小倉久寛、今井隆文）
- シュウガク！ （2021年 Numa 出演：小関裕太 、甲斐翔真、渡邊圭祐、後藤洋央紀）
- エレベーターはもう開かない （2021年 Numa 出演：野村周平 、清水くるみ、鈴木仁、大谷亮平）

### 舞台
- 白虎の鳴く月 （2008年 ポニーキャニオン 出演：橘大五郎 、龍美麗、南條影虎）
- シュウガク！ （2023年 Amuse 出演：猪塚健太 、青柳塁斗、新原泰佑、武田雅治）

### その他
- 私の何がイケないの? （2011年 TBS　テレビ出演）
- COLORS （2012年3-5月 T.Y.ハーバー ブリュワリー　写真小説展）
- 恋文代筆ライブ！ （2013年4月 ネイキッドロフト　トークイベント／ライブライティング）
- Under the Tree （2013年5月 個人邸宅　侵入型写真展）
- 柴崎竜人の女子会先生！ （2014年1月〜　 連載　小学館 Cheese!　）
- My value My way （2014年 フジテレビ　テレビ出演）
- スッキリ  （2018年 日本テレビ　テレビ出演）